# الثجة
الثجة أو العرجة موقع أثري تاريخي، اشتهر بوقوعه على مسار الحج الجنوبي بين صنعاء ومكة المكرمة.

## الموقع
يقع موقع الثجة العرجة بجانب قرن السويداء جنوب مركز العرقين بمسافة 8 كيلو متر٬ وبينه وبين مركز سروم الفيض نحو 14 كيلو متر٬ ويحده من الشمال وادي تقارى٬ ومن الشرق هضاب مهدي٬ في حين يحد الموقع من الجنوب والغرب أطراف وادي مراغ.

## الوصف
ُتعد الثجة من ضمن محطات طريق الحج اليمني الأعلى، وقد ورد ذكر لها في بعض كتابات الجغرافيين العرب المسلمين الأوائل، ووُصفت بأنها من محطات البريد الواقعة على مسار الدرب٬ والمشتملة على بئر غزيرة الماء تُدعى بئر الثجة (العرجة) ٬ وعادة ما تتوقف القوافل عند منهلها في طريقها إلى الأمكنة المقدسة٬ وهي واقعة على الضفة الجنوبية لوادي العرج٬ وذلك إلى الشمال من جبل الجميلان المشهور في أراضي عبيدة من قبيلة قحطان٬ وهي محفورة حفرًا غير عميق فعمقها يبلغ نحو 6 متر٬ وجدرانها الداخلية مطوية بالحجارة المشذبة المحلية٬ ويبلغ قطر فوهتها نحو 4 متر. ويوجد بالقرب من البئر بعض الأحجار الجرانيتية المنحوتة على هيئة أحواض لحفظ المياه المجلوبة من البئر. كما يشتمل الموقع على قسم مرصوف بالحجارة المحلية لمسار طريق الحج اليمني.

## وصلات خارجية
- صورة بئر الثجة